# 玛瑙蜑螺
玛瑙蜑螺（学名：Nerita achatina），是原始腹足目蜑螺科蜑螺属的一种。主要分布于中国大陆，常栖息在潮间带。